# Idioma laal
El laal es una lengua no clasificada hablada por unas 750 personas en tres aldeas distribuidas en la prefectura chadiana del Chari medio (Chari-Moyen) a ambas orillas del río Chari. Recibe diferentes nombres en sus localizaciones: en Gori se denomina lá, en Damtar ɓual.

## Uso y distribución
Según el SIL-Chad el laal es una lengua amenazada, ya que dentro del grupo étnico la mayor parte de posibles hablantes de menos de 25 años usan actualmente como lengua vehicular el baguirmi.
La lengua atrajo el interés académico de los lingüistas por primera vez, en 1977, con trabajo de campo Pascal Bayeldieu entre 1977 y 1978. El trabajo realizado por este lingüista se basó principalmente en el habla de un único hablante, M. Djouam Kadi de Damtar.

## Clasificación
Aunque podría tratarse de una lengua aislada, usualmente se considera una lengua no clasificada debido a que realmente existe poca evidencia para concluir un parentesco, además es una lengua no escrita, y los únicos textos son compilaciones tomadas por lingüistas para fines de estudio.
- Datos: Q33436